# USS LST-39
O USS LST-39 foi um navio de guerra norte-americano da classe LST que operou durante a Segunda Guerra Mundial.
Afundou em West Loch, Pearl Harbor, no dia 21 de maio de 1944, quando a munição que estava sendo carregada no LST-353 explodiu.